# Алгиш
Алги́ш (тувин. хам алгыжи, рос. алгыш «шаманська пісня, напів, гімн») — сукупність поетичних творів шаманського фольклору тувинців, яка походить з традиції тенгріанства.

## Тенгріанські алгиші та їх спадковість
Алгиші є надзвичайно древнім явищем і надбанням загальнотюркської духовної культури. За давнини алгиші правили сакральним знанням тенгріанства, давньої шаманської релігії тюрків, й виголошувалися під час проведення різноманітних ритуалів. 
Зафіксовані в давніх тюрків ритуали мали різноманітні функції. І тому мали різні обрядові дії. Деякі супроводжувалися людськими жертвоприношеннями, інші обмежувалися читанням молитов. Для вимовляння молитов шаманам необхідно було знати про божества і духи стихій, хазяїв місцевості і людських життів, їх вдачу і настрій тощо. З цією метою в давніх тюрків була традиція зберігати й переказувати священні усні тексти, що передавалися з покоління в покоління й мали назву алгиш, алгас, алкиш, — саме під цією назвою вони й зустрічаються в давньотюркських пам'ятках.
Під час жертвоприношень читання алгишів було важливим атрибутом свята. Читались алгиші рідним діалектом чітко і ясно, щоб в жодному разі не розгнівити заступників, задля чого перед початком святкування з присутніх обирали того, а частіше двох, що вміли проказувати алгиші. Під час моління вони займалися кроплінням слухачів, весь час проказуючи алгиші.
У зв'язку з «великими переселеннями» — міграціями народів протягом першого тисячоліття н.е. (як і в пізніші часи) тюрки зі своєї історичної прабатьківщини Центральної Азії розповсюдились на величезному євразійському просторі, що охоплював території від Південно-Східної Європи до крайньої півночі Азії. З Х століття склалися передумови для навернення західних тюрків до ісламу, тоді як східні частково піддалися буддизму, зокрема тибетському — ламаїзму; ще в деяких тюркомовних народів (наприклад, якути-саха) зберігся шаманізм, на який проте, значно вплинули релігійні й міфологічні системи народів, з якими вони контактували (а з XVII також і російське православ'я). Відтак, тенгріанські вірування та уявлення збереглися в сучасних тюрків лише в пережитках і уривчастих традиціях-звичаях. Це в повній мірі стосується алгишів. Наприклад, у т.зв. темніковських татар, тобто тюркських народів Північного Кавказу (ногайці, карачаєво-балкарці тощо), як і в деяких інших, під словом алгъыш розуміють побажання на все добре, «на щастя і долю», які в давніший час мали особливе значення під час весільних обрядів, а зараз перетворилися переважно на весільні тости. Як давні сакральні тексти алгиші лишилися тільки в тюрків Центральної Азії, які зберегли давні шаманські традиції, — в тувинців, частково алтайських народностей тощо.

## Алгиші як основний жанр тувинського фольклору та їх історія
Як зазначає відомий тувинський дослідник Монгуш Кенін-Лопсан «шаманський фольклор є прабатьком усіх жанрів пісенної творчості тувинського народу, а також сучасної тувинської поезії». Це і міфологія та історія—сакральне знання про минувшину, і пісні-гімни, і обряди, і народна медицина водночас. 
Поодинокі записи алгишів тувинців мають місце з XIX століття. До 1929 року, тобто до перемоги народної революції в Туві, цей поетичний жанр був домінуючим у тувинському фольклорі. З 1930-х років на алгиші, як і на все, що пов'язано з тувинським шаманізмом, накладено сувору заборону; самі́ шамани в масовому порядку піддавалися гонінням і репресіям. Проте фольклорний жанр, опинившись під забороною, не зник. Записування, вивчення і дослідження алгишів протягом 1930—1980 років здійснювалося потай від офіційної влади небагатьма ентузіастами. Офіційна ж «наука» піддала алгиші забуттю, навіть не згадуючи їх серед жанрів тувинського фольклору. 

Книга тувинських алгишів

Видатне місце у збереженні й подальшій популяризації тувинських алгишів належить Монгуш Кенін-Лопсану, який протягом півстоліття невтомно фіксував і зберігав тувинські алгиші. Лише наприкінці 1980-х він вперше видає томик окремих алгишів зі своїх зібрань. Лише з 90-ми ХХ століття роками відбувається реабілітація жанру. І на сьогодні вже видано з півдесятка видань як безпосередньо текстів, так і робіт, присвячених дослідженню тувинських алгишів.

## Класифікація тувинських алгишів
Оригінальну класифікацію жанрів тувинських алгишів розроблено М. Кенін-Лопсаном, і складається вона з доволі великого числа категорій-різновидів (понад півтора десятка).
В цілому можна виокремити такі основні категорії:
- алгиші, пов'язані з самим шаманом — це його родовід, його внутрішній духовний і матеріальний світ, напр. алгиші, що складали безпосередньо шаманське камлання, а також ті, що були присвячені шаманським атрибутам, без яких шаман не виконував своє камлання (про це нижче), своєму дереву (кожен шаман мав своє особисте дерево, якому поклонявся, і яке обов'язково навідував для вчинення певних обрядів)[9] тощо; до цієї групи примикали алгиші шаманів-ворогів, які присвячувалися боротьбі з ворожими шаманами.
- алгиші, пов'язані з різними культами, зокрема культу посвячення вогню от дагыыры (тувинці схилялись поклонялися вогню, а не сонцю чи місяцю, присвячуючи йому спеціальні обряди)[10], деяким природним і небесним об'єктам, тваринам і рослинам, що тісно пов'язано з анімізмом тощо.
- алгиші т.зв. людські — дуже велика група, серед якої виділяються свої підкатегорії алгишів медичних, спрямованих як на діагностику, так і лікування людей (цей тип нагадує українські замовляння); алгиші, присвячені різним життєвим подіям, різновидам людської діяльності, побуту і побутовим речам: дитячі, мисливські, для породіль, присвячені юрті, молочному вину, палінню тютюна тощо.
- велика група алгишів, які були і приналежними до самого шамана, і людськими, являла собою алгиші — звернення до душі (суна), особистих духів шамана і простих людей тощо.
- окрему групу алгишів складали алгиші, присвячені платі за камлання й алгиші святкові, які виконувалися спеціально до свята Нового року (Шагаа).

Кожний тувинський шаман мав свої «улюблені алгиші». За давнини найсильнішими шаманами вважалися «небесні шамани» (кара дээр хам тувин. «шаман чорного неба»), що вміли звертатися до небесних світил, приборкувати стихії тощо.

## Спосіб виконання і поетика алгишів
Тувинські шамани-виконавці алгишів мали сувору етику — без додержання певних традицій ані камлати, ані складати чи виконувати алгиші шаман не мав права. Однією з обов'язкових умов для цього була наявність атрибутів шамана:
- хомус — музичний смичковий інструмент.
- бубен з калаталом.
- кузунгу — мідяне дзеркало ручної роботи (або китайського виробництва).

При виконанні алгишів дзеркало тривалося в правиці, а музичний інструмент — у лівій руці.
Головною особливістю тувинського алгиша як фольклорного жанру є його стиль виконання — імпровізація шамана, втім деякі тексти гімнів і пісень були священними і незмінними. Однак кожний шаман творив свій власний стиль виконання, намагаючись не повторювати і не копіювати манеру іншого шамана.
Шаманська творчість має «тісний зв'язок з музичною творчістю і мистецтвом взагалі». Алгишам притаманний свій особливий, широкий набір засобів вираження художньої мови, втім структура і ритміка алгишів лишаються і досі вивченими не до кінця. М. Кенін-Лопсан вважає основою ритму алгишів однакову кількість голосних у рядках — ним виділялися алгиш з рядками, що містять 6-8 голосних (найпоширеніший різновид алгишів), рідше зустрічались рядки у 2-4-12 голосних (непарна кількість у рядках алгишів є зазвичай винятком).

## Приклад алгиша
Нижче наведено тувинський оригінал і український переклад Алгиша-звернення шамана до себе з категорії т.зв. професійних алгишів (внутрішній світ шамана). Оригінал тексту записано М. Кенін-Лопсаном у с. Кункуртуг Кизильського району Р-ки Тува у 1974 році (за книгою Кенин-Лопсан М. «Алгыши тувинских шаманов», Кызыл, 1995, стор. 334). 
| тувинський оригінал | український переклад |
| --- | --- |
| Хамның бодун алганганы Бук-биле сүт ишпээн-дир сен, Бурган-биле сүт ишпээн-дир сен. Чүү черге чедип келдиң ? Кандыг черге чоруп чор сен ? Кижиден садар чүве эвес Кижиден дилээр чүве эвес Артыш деп чүвени кыпсып алгаш Алганы бээр хам мен ыйнаан. Чаяан дөстүң күжү-биле Чайганы бээр хам мен йынаан. Чайгаар сула хамнап-хамнап, Часкарлы бээр хам мен йынаан. | Алгиш шамана—звернення до себе Ти, шамане, воду разом з дідьком не пив, Ти, шамане, молока разом з бісом не пив. Докуди сам пішки, ти, шамане, дійшов ? У якім краю, ти, шамане, ходив ? Не можна просити в людей ялівцю. Не можна купити в людей ялівцю. Обираю і палю я ялівець один. І камлання я веду, бо є шаман. Я з душі своєї п'ю. І похитуючись я камлаю. Добре гі́мни давні знати, Коли знаю сам, тоді скінчаю. |

## Виноски
1. ↑  Потапов Л. П. Алтайский шаманизм., Л., 1991. стор. 291
2. ↑  Шайдулліна Л. Д. Релігійно-культурні коди тюрків Північної Євразії та їх спадковість. Архів оригіналу за 13 липня 2007. Процитовано 19 травня 2008. [Архівовано 2007-07-13 у Wayback Machine.]
3. ↑  Галимзянов Айрат Весільні звичаї тюркських народів (рос., татар.). Архів оригіналу за 13 грудня 2009. Процитовано 19 травня 2008.
4. ↑  Дивись, напр. карачаєво-балкарські алгиші-тости на флорумі Ельбрусоїд.орг [Архівовано 16 вересня 2016 у Wayback Machine.]
5. ↑  «Алгыши тувинских шаманов», Кызыл, 1995, стор. 291
6. ↑  дивіться наприклад Очерки тувинского фольклора, Кызыл, 1976
7. ↑  Кенин-Лопсан М. Обрядовая практика и фольклор тувинского шаманства. Конец XIX — начало XX века., Новосибірськ: АН СССР Сиб. отд. Ин-т истории, филологии и философии., «Наука». 1987
8. ↑  «Алгыши тувинских шаманов», Кызыл, 1995, стор. 6-7
9. ↑  Монгуш Кенін-Лопсан Культові обряди тувинських шаманів — стаття на сайті Нижньогородського центру інтегрального розвитку людини. Архів оригіналу за 3 листопада 2007. Процитовано 20 травня 2008. [Архівовано 2007-11-03 у Wayback Machine.]
10. ↑  Там же. Архів оригіналу за 3 листопада 2007. Процитовано 20 травня 2008. [Архівовано 2007-11-03 у Wayback Machine.]
11. ↑  «Алгыши тувинских шаманов», Кызыл, 1995, стор. 7
12. ↑  Кыргыс З. Ритмы шаманского бубна., Кызыл, 1993, стор. 7